# 加藤みどり
加藤 みどり（かとう みどり、1939年〈昭和14年〉11月15日 - ）は、日本の声優、女優、ナレーター。東京府（現：東京都）出身。
テレビアニメ『サザエさん』の主人公・サザエ役や、ドキュメンタリー・バラエティ番組『大改造!!劇的ビフォーアフター』におけるナレーションなどの仕事で知られる。

## 経歴

### 生い立ち
1939年、東京府(現在の東京都)に生まれる。

### キャリア
東京都立豊多摩高等学校卒業後、松竹歌劇団（SKD）の団員養成所・松竹音楽舞踊学校に入学。本来は水谷八重子に憧れ新派の女優を志しており、そのために必要な芸事が「いっぺんに安く教われる」と見込んでのことだった。
1959年、NHKのテレビタレント募集に応じ、NHK俳優養成所に移る。翌1960年4月にはNHK『天使の部屋』で放送デビューを果たす。なお、同年には同期生達と劇団「三十人会」を結成している。
NHKとの3年間の優先出演契約満了後、ラジオ番組『お茶のひととき』で若山弦蔵と共にパーソナリティを担当。この時、加藤に送られたファンレターの中に、視覚障害者が「あなたの声は、明るくかわいらしくて素晴らしい」と書いたものがあった。それを知った若山は「目の不自由な方は聴力に鋭敏で、そのような方が（加藤の声を）明るく良い声と捉えるのは大変なことだ。心して仕事をしなさい」と加藤に伝え、加藤に声優業に関することをはじめ様々なことを師事したという。加藤は若山について後に「怖かったですが、仕事をする人間としての心構えをしっかり教わりました」と語り、人生の分岐点でもあったと回想している。
1965年、NHK国際局に勤務していた男性と結婚。これを機に引退するも復帰。その後は河の会、東京俳優生活協同組合、NPSテアトルを経て、2000年頃まではシグマ・セブンに所属した。
復帰した頃に東映動画（現：東映アニメーション）の飯島敬と出会い、これを契機としてアニメ声優の仕事をはじめる。以後『おそ松くん』の主人公・おそ松、『魔法使いサリー』の花村よし子、『ハクション大魔王』のカンちゃんなど数々のキャラクターを演じた。また、この頃は天地総子の代打を務めたことがきっかけでコマーシャルソングも多く歌唱している。
1969年10月5日の初回放送以降、『サザエさん』では主人公のフグ田サザエを演じている。
1989年以降、独り芝居の舞台を開始。これは、自身の中で“サザエ”の存在が大きくなりすぎ“加藤みどり”が消えたように感じたため「サザエさんから離れて何ができるのか」と考え始めたものであった。
1996年、NHKを退職した夫の協力によって、個人事務所である伊藤事務所を設立した。
2002年、加藤の独り芝居を見た朝日放送テレビプロデューサーの要請を受け、テレビ番組『大改造!!劇的ビフォーアフター』のナレーションを担当。加藤が発する「なんということでしょう!」などの台詞は流行語となり、翌年、そうした番組用語を総合して「ビフォーアフター」が新語・流行語大賞のベストテンに選ばれた際は、番組を代表して加藤に賞が贈られた。その後、同番組のナレーションは2020年まで約20年担当した。
2009年、実写版スペシャルドラマ『サザエさん』に、サザエの父・磯野波平役の声優・永井一郎と共にゲスト出演。加藤の実写ドラマへの出演は45年ぶりと報じられた。
2011年、『サザエさん』での功績から、永井一郎、麻生美代子、貴家堂子と共に第7回東京アニメアワード功労賞を受賞。

### 現在まで
2012年、皇室主催の園遊会に招待される。
2015年、放送ウーマン賞にて日本女性放送者懇談会45周年特別賞を受賞。
2019年4月、夫の体調悪化を受け、個人事務所である伊藤事務所を解散。
2019年11月、『サザエさん』での功績から「同一のテレビアニメ番組のキャラクターを最も長く演じてきた声優」としてギネス世界記録に認定された。
2021年、夫が死去。
2024年11月、上述のギネス世界記録を5年が経ったことで正式に更新し、改めて認定証が授与されたことを発表した。

## 特色・人物
声質はアルト。歌手としてはメゾソプラノ。
講師としては日本綜合経営協会に所属し、講演活動を行うことがある。
人間関係を大事にしており「関係が上手くいかない場合、原因の6割は自分にある。後の4割は典型的に合わない人なので割り切る」との持論を持つ。
近年は朗読教室「B&P（ビーアンドピー）」を主宰し、後進の指導も行っている。
健康を意識している。65歳を過ぎたころに「あちこち具合の悪いところが出てきた」と感じたため病院へ行ったところ、医者に「ただの老化現象だ」「その声は具合の悪い人の声じゃない」と笑いながら診断されたことがある。

### 仕事に対する姿勢
新人時代、舞台稽古である演技が出来ずひたすらNGを出し続け、気になった滝沢修が一言アドバイスすると一発でOKとなったことがあった。この時「多くの先輩に迷惑をかけてるのに、こんなに簡単なことがすぐにできなかった」という惨めな思いをしたことで「どんなことをしても稽古は休んじゃいけない、仕事を甘く見てはいけない」「現場で出来ないとは絶対に言ってはいけない」と考えるようになり、監督やスタッフの要求に直ぐ対応できる役者でいることをモットーとしている。
発声には先輩の教えから邦楽を採用し、学んだ小唄、清元、長唄、義太夫などは趣味・特技の一つとなっている。また、自身の声に関して「昔より良い声になっている。何時間でも同じ事をやれと言われたらやれるようなトレーニングをしている」と述べている。
趣味に関して「遊びの中からは良い仕事は無いが、良い仕事の中からは必ず良い遊びが出てくる」と話している。
「運があるから努力が出来る、努力するからいつの間にか誰かが引っ張ってくれる」「結果が出ない努力は努力じゃない。出ない時は方向が違う」と話したことがある。
近年の若手声優に対しては、インタビューで「自分たちで頑張りなさい」と話している。一方で、礼儀に関しては「事前に話していても、（現場で）ガラスの後ろにいるスタッフの方々に対して、帰る時に『ありがとうございました』と頭を下げない人がいる」「私たちのところへは挨拶にくるが、それより、自分の声を録ってオンエアできるよう調整してくれるスタッフに挨拶すべきなのに」と苦言を呈し「逆にそういうことが出来る子はどんどん伸びていく」「スタッフの方々のおかげで（私達は）ここまで来ているので、そういう人達への感謝は絶対忘れてはいけないと思います」と発言している。

## サザエさん
テレビアニメ『サザエさん』では、1969年10月の開始から一貫して主人公のフグ田サザエを演じる。
当初、加藤は1クール（3か月程度）で終了すると考えていたが、予想に反して『サザエさん』は長寿番組となり、自身の代表作となる。
2023年2月5日にフグ田タラオ役の貴家堂子が死去して以降は、初回から出演する唯一のキャストとなった。

### 起用
サザエ役は、オーディションで選ばれた。既婚で「別に仕事がなくても生活に困るわけではなかった」という加藤は、気楽な気持ちでオーディションを受けたという。
当時の加藤は子供や少年の声を演じる機会が多かったため、磯野カツオ役を受けるつもりで参加。サザエ役のオーディションは一言話すと終了したため「私は誰かの当て馬なのだ」と感じていた。そのため「本当に（私に）決まるとは思いませんでした」と後に回想している。
加藤をサザエ役に推薦したのは、録音演出（音響監督）の岡本知であるとされる。加藤を抜擢した初代プロデューサーの松本美樹は理由について後年、加藤自身が持つ“能天気な明るさ”であったことを本人に明かし、返事が良く、素直であっけらかんとしたその性格が「サザエさんにいちばん必要なのは明るさだ」との考えに一致したことを話したという。

### エピソード
サザエ役を任される際、加藤は初代プロデューサーの松本美樹から「ほかの仕事は全部降りなさい」と本作に専念するように要請され、以降はサザエ以外のアニメキャラクターを演じることはなくなった。これには「アニメは1本作るのに半年かかる。現場の人がコツコツ一枚ずつ丁寧に描いて作る。もし主人公のあなた（加藤）があちこちでチャラチャラ仕事してたら、現場の人たちがあなたのために働いてくれなくなる」という真意があったといい、松本は加藤に「あなたにとって、どの百本にも勝る大切な一本にしてあげますから」と諭したという。
第一回放送後、朝日新聞の読者投書欄に「声を聞いて完全にゲンメツ」「声優はこれしかいないのか」など、「アニメは原作を冒涜している」という趣旨の投書が掲載された。これを見た加藤はショックを受け、松本に号泣しながら降板を申し出たところ、松本は「大丈夫です。（原作者の）長谷川町子先生も『声はあれでいい』とおっしゃっている」と伝え、加藤を励ました。この時に聞いた「原作者が認めている」ということは、以降演じ続ける中で大きな支えになったという。
松本は録音演出の岡本知へ「彼女の才能は絶対に潰してはいけない」と伝えており、加藤には「風邪をひくことを気にするより、気分をマイナーにしてはいけない。スタジオには楽しい気分で来てほしい」と伝えたという。
加藤はサザエを演じるにあたり、岡本から「キャラクターや設定はスタッフがしっかり考えればいいことで、わからないなら『わかりません』と言えばいい。その代わり、オレの言うことにはキチンと答えろ」と言われ、演出側の要求には素直に直ぐ答えるようにした。加藤は後に「だからこそ、ここまでやってこれたのではないか」「ヘタに我が強かったら、ここまで続かなかった」と語っている。
放送開始から10年ほどは、アドリブも交えるなど自由に演じていた。しかし、ある時「脚本家の方たちは一語一語ちゃんと考えて書いているのに、その通りにできないなら声優でも俳優でもない」と自省し、台本通りの芝居をするようになった。これは二代目の磯野カツオ役である高橋和枝が、加藤のアドリブを受けつつ自身の台詞は一言一句影響されず完璧にこなすという、高い技術とプロ意識を見せており、その影響も大きかった。
長谷川町子とは、アニメが放送15周年を迎えたころに一度だけ会話を交わしたことがある。当時、長谷川が声優と会話することは稀であり、プロデューサーらを交えて会った際も、長谷川と加藤は『話をしない』という条件があった。しかし、そのことを知らなかった加藤は「先生、私、今年、悪いことばかりなの」と、気安く声をかけた。すると長谷川は「これからきっといいことがあるわよ」と優しく応じてくれたという。
2012年の園遊会では天皇・皇后（当時、現在の上皇・上皇后）と言葉を交わす。このとき加藤は「名札だけでは分からない」と自ら「サザエでございます」と自己紹介し、天皇・皇后は笑顔でこれに応じた。
サザエの声を維持するため、収録には長唄や義太夫などを一通りうなり、童謡を30分歌うなどの自主トレーニングを行ってから参加している。また、放送はリアルタイムで必ずチェックし“一人反省会”は欠かさないという。
インタビューではよく「ここまで続いたのは、スタッフやスポンサーの方がしっかり作品を守り作ってくださるおかげ」と話しており、『サザエさん』が「最も長く放映されているテレビアニメ番組」としてギネス世界記録に認定された際は「多分フジテレビの今までのプロデューサーとか、エイケンさんとかが、（今回の認定を）とても喜んでくれると思います」と話している。
2019年、アニメが放送開始50周年記念を迎えたことで会見に応じた。50年続けられた秘訣を聞かれると「それはフジテレビがなくならなかったからです！」と冗談交じりに答え、「人生100年ですから、あと20年しっかりありますので、あと20年ほど稼ごうかな（笑）」と語った。

## 競馬活動
若い頃より競馬ファンであり、日本における女性初の競馬レポーターも務めた。関係者へのインタビューをまとめた『競馬狂本』（波書房。1977年発売）という著書もある。
夫の誘いで観戦したところ、「大勢の人が一頭の名馬をつくり上げていくプロセス」に惹かれ夢中になったという、後日、ある仕事で大平透から代役を頼まれた際に「指定席買わなきゃいけない日だからダメ」と断ったところ「なら競馬の仕事紹介するから、頼むよ」と言われ、実際に短波放送へ出演したことがきっかけで競馬関連の仕事も始めるようになった。
加藤は競馬関係の仕事について「声優の仕事よりも楽しかったかもしれない（笑）」「私が競馬の世界を見て学んだのは、企業努力の大切さ。私が今まで声優としてやってこれたのは、声優としてどう努力しなきゃいけないかを競馬を通して教わったからだと思います」と述べている。
取材など競馬関連の本格的な活動は1971年頃より始めたが、当時の日本の競馬サークルでは男性優位の風潮が強く、また当時はハイセイコーの中央競馬移籍を発端とした第一次競馬ブームも起きておらず、女性の競馬ファン自体が年齢問わず極めて少なかったこともあり、加藤が競馬界全体に顔を通すのだけで約20年を要したという。また、取材の時に「必ず自分で裏を取っていらっしゃい」と言われたことで、騎手、厩舎、調教師、牧場などから中央競馬界のシステムまでを把握するため全て一つ一つ回り勉強したといい、これにも約20年かかったという。
ラジオNIKKEIの前身でもある日本短波放送のラジオ番組『勝馬大作戦』では解説を務める元騎手・渡辺正人と、落語における「ご隠居さんと熊さん・八っつぁん」さながらのやりとりを演じた。
上記以外にも、前述の第一次競馬ブームが起きて女性の競馬ファンがわずかながら増え始めてきた1970年代後半には、北海道テレビ放送(HTB)で放送されていた『HTB土曜競馬中継』や東京12チャンネル（現・テレビ東京）で当時放送の『私と馬』のレギュラー陣として出演していたことがあり、また同時期には日刊スポーツで「みどりの単複」を連載していた。2020年現在でもラジオNIKKEIの『中央競馬実況中継』に不定期でゲスト出演している。なお、NHKの番組制作者であった加藤の夫は『世界の競馬』のプロデュースを行っている。
2024年、競馬界における女性のパイオニア的存在として、長きにわたりメディアを通じて競馬の発展に大きく貢献したことに対し、有馬記念フェスティバルにてJRA理事長特別賞を受賞。

## 出演
※太字はメインキャラクター。

### テレビアニメ
1964年
- 少年忍者 風のフジ丸（ミドリ、美香）
- 鉄腕アトム (アニメ第1作)

1966年
- おそ松くん（1966年 - 1967年、おそ松）
- とびだせ!バッチリ（ベン公）
- 魔法使いサリー（1966年 - 1968年、よし子）

1967年
- かみなり坊やピッカリ・ビー（1967年 - 1968年、ポン太郎）
- ピュンピュン丸（1967年 - 1970年、チビ丸）
- レインボー戦隊ロビン（ネリーマ）

1968年
- ファイトだ!!ピュー太（ビルの管理人 他）
- 怪物くん（モノクロ版）（ゴーゴン）　
- ドカチン（パク）
- 夕やけ番長（1968年 - 1969年、赤城忠治）

1969年
- もーれつア太郎（1969年 - 1970年、デコっ八）
- ハクション大魔王（1969年 - 1970年、カンちゃん）
- サザエさん（1969年 - 、サザエ）

### 吹き替え

#### 担当俳優
ジュリー・ロンドン
- 赤い家（ティビー）
- 機動部隊（バーバラ）

#### 映画
- 黒いオルフェ（ミラ）
- サーカス・ボーイ
- 底抜け00の男（スーザン）
- 底抜けもててもてて（ホープ）
- 男性の好きなスポーツ（アビゲール〈ポーラ・プレンティス〉）
- 小さな恋のメロディ（ミセス・ラティマー）※LD版（2015年12月22日発売の新盤DVD/BD収録）
- 腰抜け二挺拳銃（カラミティ・ジェーン〈ジェーン・ラッセル〉）
- フレンジー（モニカ〈ジーン・マーシュ〉[54]）※テレビ朝日版
- わんぱくデニス（アリス〈リー・トンプソン〉）

#### ドラマ
- アルフ（ワイン）
- 奥さまは魔女
- がんばれアーニー新米重役[55]
- カレイジャス・キャット[56]
- 原潜シービュー号（ネルソン提督秘書アンジー）
- メグレ警部（メグレ夫人）
- 0011ナポレオン・ソロ 第61話（キーラ）
- マニックス（ペギー・フェア）
- 名探偵ポワロ
  - 「エンドハウスの怪事件」（フレディー・ライス）
  - 「戦勝舞踏会事件」（ココ）
  - 「愛国殺人」（メイベル）
- ラバーン&シャーリー（ラバーン〈ペニー・マーシャル〉）
- ルート66「令嬢と探偵」（〈パティ・マコーマック〉）

#### アニメ
- カレイジャス・キャット
- ディズニーぱれーど
- スヌーピーとチャーリーブラウン（サリー・ブラウン）

### 人形劇
- 不思議なパック（NHK総合）
- こどもにんぎょう劇場（NHK教育）
  - 「えんまさまとワンちゃん」（ワンちゃん）
  - 「王様の耳はロバの耳」（ナレーション、大臣）
  - 「神さまになりそこねたサンダル」（サンダルの妻）

### テレビドラマ
- どっちがどっち（1972年、NHK総合「少年ドラマシリーズ」） - 高木ツネ子（主人公の母） 役
- がんばれ!!ロボコン（1974年 - 1976年、NET） - 大山初江 役
- 非情のライセンス 第2シリーズ 第67話「兇悪のプライバシー」（1976年、NET） - 花子 役
- 平岩弓枝ドラマシリーズ「春の翳」（1981年、フジテレビ）
- 少年ドラマシリーズ だから青春 泣き虫甲子園（1983年、NHK総合）
- 気分は名探偵 第19話（1985年2月9日、日本テレビ） ‐ 安西京子
- わたしの可愛いひと（1986年、フジテレビ）
- 連続テレビ小説 つばさ（2009年、NHK総合） - 鈴本の妻 役（声の出演）
- サザエさん（フジテレビ）
  - サザエさん（2009年） - 波平の勤務先の女性社員 役
  - サザエさん2（2010年） - 湯水夫人 役[57]
  - サザエさん3（2011年） - たばこ屋のおばさん 役[58]
  - サザエさん4（2013年） - 足をくじいた老婦人 役
- 長谷川町子物語〜サザエさんが生まれた日〜（2013年、フジテレビ） - 友情出演

### 映画
- ロボコンの大冒険（1976年） - 大山初江 役[59]

### ラジオ番組
- お茶のひととき
- 聞けば効くほどやしきたかじん（朝日放送）
- 中央競馬実況中継・第1放送（日経ラジオ社） - 月1回土曜日に出演[41]
- 勝馬大作戦（日本短波放送）
- サザエさんのオールナイトニッポンGOLD（ニッポン放送、2013年）※サザエさんとして出演[60]

### テレビ番組
- ライオンのいただきます（フジテレビ） - コメンテーターとしてレギュラー出演
- 晴れ時々たかじん（朝日放送） - 水曜レギュラー
- ワイドABCDE〜す（朝日放送） - 火曜隔週レギュラー（木田美千代と交代出演、 - 2000年12月）
- HTB土曜競馬中継（北海道テレビ）
- 土曜競馬中継（テレビ東京）
- 中央競馬ハイライト（CTC・TVK・TVS、1984年4月7日、第1回ゲスト）[61]

### ナレーション
- 大改造!!劇的ビフォーアフター（ABCテレビ、2002年4月28日 - 2020年3月29日）
- ダスキンスペシャル 仰天!エドロジー〜MOTTAINAIは江戸の華〜（読売テレビ）
- たけしの誰でもピカソ（テレビ東京）
- 目指せ！ジョッキーベイビーズ（グリーンチャンネル）

### CM
- よみうりランド 屋外アイススケート場（1978年、顔出し出演）
- 不二家 ザ・ギンザ（1982年）

### その他
- エプロントーク（CGCグループ、不明 - 2020年5月）- 同グループに加盟するスーパーマーケットの店内放送

## 歌曲・CD
- 『マー坊のガールズ作戦』
  - 主題歌・挿入歌
- 『とびだせ!バッチリ』
  - 主題歌（OP）、エンディングテーマ
- 『俺は透明人間!』
  - 主題歌（OP）
- 『もーれつア太郎』（1969年版）
  - エンディングテーマ「ア太郎音頭」
- 『サザエさん』
  - 挿入歌「レッツゴー・サザエさん」
- 『ゲゲゲの鬼太郎（第1作）、（第2作）』
  - エンディングテーマ「カランコロンの歌」
- 『夕やけ番長』
  - 主題歌(OP)

## 著書
- 競馬狂本（波書房、1977年）